# 역전세계의 전지소녀
역전세계의 전지소녀(逆転世界ノ電池少女)는 Lerche가 제작한 일본의 오리지널 애니메이션이다.

## 줄거리
서력 2019년, 개원을 눈 앞에 둔 일본의 상공에 갑자기 나타난 이차원의 균열에서는 천지가 역전된 이세계「진국 일본」이 있었다.
옛 군국주의를 유지한 채로 영세 쇼와시대를 계속 이어나가는 평행세계는 현행 병기를 무효화하는 가스 병기 「환무」와 거대 인형 병기 「가람」을 구사하여 일본을 군사적으로 침략해 순식간에 정부를 장악하고 사실상의 정복을 이룸으로 인해 「레이와」시대는 찾아오지 않았다.
그로부터 십년후 진국의 속국으로 다시 태어난 환국 일본. 극심한 검역 속에서 옛날에 활개쳤던 만화, 애니, 아이돌 등의 서브컬처 문화는 완전히 죽은 것처럼 보였다.
그러나, Otaku is not dead !
서브컬처 문화를 지키기 위해 진국에 정면으로 대항하는 집단이 존재했다. 그 이름도 비밀결사 「아라하바키」. 그리고 주력병기 「가람 돌」과 그것의 동력원이 되어 싸우는 소녀들.
사람들은 그녀들을 전지소녀라고 불렀다.